# Chris Landreth
Chris Landreth (ur. 4 sierpnia 1961 w Hartford w stanie Connecticut) – amerykański reżyser, animator i scenarzysta, twórca filmów animowanych pracujący w Kanadzie. Zwycięzca Oscara 2004 w kategorii krótkometrażowy film animowany za film Ryan.